# Чародейка (опера)
«Чародейка» — опера Петра Ильича Чайковского в 4 действиях, либретто Ипполита Шпажинского по его одноименной трагедии. Премьеры первых постановок: Санкт-Петербург, Мариинский театр, 20 октября 1887, под управлением автора; Тифлис, 14 декабря 1887, под управлением Михаила Ипполитова-Иванова; Москва, Большой театр, 2 февраля 1890, под руководством Ипполита Альтани.
Произведение — эффектная мелодрама, действие которой проходит в Нижнем Новгороде в последней четверти XV века. Драма Ипполита Шпажинского привлекла Чайковского напряжённым конфликтом, контрастными характерами. Композитор увидел хорошую возможность для создания музыкальной трагедии. В ходе начавшейся совместной работы по переделке трагедии в оперное либретто Шпажинский охотно пошёл на все переделки и сокращения, на которых настаивал композитор. Сличение либретто трагедии и оперы свидетельствует о значительной переделке текста, особенно в последнем акте. И хотя критики упрекали Шпажинского за перегрузку либретто «внешними действиями», музыка Чайковского нашла способы воплощения всех сюжетов «Чародейки», которая встала в ряд лучших оперных произведений композитора.

## Действующие лица
- Князь Никита Данилыч Курлятев, великокняжеский наместник в Нижнем Новгороде (баритон)
- Княгиня Евпраксия Романовна, жена его (меццо-сопрано)
- Княжич Юрий, их сын (тенор)
- Мамыров, старый дьяк (бас)
- Ненила, сестра его, постельница княгини (меццо-сопрано)
- Иван Журан, княжеский ловчий (бас)
- Настасья, по прозвищу Кума, хозяйка заезжего двора у перевоза через Оку, молодая женщина (сопрано)
- Фока, дядя её (баритон)
- Поля, подруга Кумы (сопрано)
- Балакин, гость нижегородский (тенор)
- Потап, гость торговый (бас)
- Лукаш, гость торговый (тенор)
- Кичига, кулачный боец (бас)
- Паисий, бродяга под видом чернеца (тенор)
- Кудьма, колдун (баритон).

Девушки, гости из Нижнего, приставы, княжеские холопы, охотники и псари, скоморохи, народ.

## Известные аудиозаписи
- 1954 — дирижёр Самуил Самосуд, хор Всесоюзного радио, оркестр Московской филармонии.

Исполнители: князь Курлятев — Михаил Киселёв, княгиня Евпраксия — Вероника Борисенко, княжич Юрий — Георгий Нэлепп, Настасья — Наталья Соколова, Мамыров — Алексей Королёв, Ненила — Анна Матюшина, Иван Журан — Михаил Сказин, Фока — Анатолий Тихонов, Поля — Варвара Градова, Балакин — Сергей Сладкопевцев, Потап — Левон Хачатуров, Лукаш — Алексей Усманов, Кичига — Геннадий Троицкий, Паисий — Павел Понтрягин, Кудьма — Павел Коробов.
- 1976 — дирижёр Геннадий Проваторов, Академический Большой хор Всесоюзного радио и телевидения, Симфонический оркестр Всесоюзного радио и телевидения.

Исполнители: князь Курлятев — Олег Клёнов, княгиня Евпраксия — Людмила Симонова, княжич Юрий — Лев Кузнецов, Настасья — Римма Глушкова, Мамыров — Евгений Владимиров, Ненила — Нина Дербина, Иван Журан — Борис Добрин, Фока — Пётр Глубокий, Поля — Галина Молодцова, Балакин — Владимир Махов, Потап — Сергей Струкачёв, Лукаш — Лев Елисеев, Кичига — Владимир Маторин, Паисий — Андрей Соколов, Кудьма — Виктор Рыбинский, гость — Иван Будрин.